# Odüsszeusz (minisorozat)
Az Odüsszeusz (a források egy részében Odüsszeia) 1997-ben bemutatott kétrészes amerikai történelmi minisorozat, melyet Andrej Koncsalovszkij írt és rendezett. A történet alapjául Homérosz Odüsszeia című eposza szolgált. A főbb szerepekben Armand Assante és Irene Papas látható.

## Cselekmény
„A trójai háború már 10 éve véget ért, de Odüsszeusz még nem tért haza. 20 évnyi távolléte (10 év trójai háború + 10 év bolyongás) alatt már halottnak gondolják és házát a feleségét, Pénelopét ostromló kérők dúlják. Pénelopé azzal próbálja húzni az időt, hogy a kérők közül akkor választ, ha megszőtte apósa szemfedőjét – azonban amit nappal elkészít, éjszaka mindig lebontja. Télemakhosz, Odüsszeusz fia, apja keresésére indul és felkeresi a trójai háborúban részt vett akháj királyokat, hogy Odüsszeuszról érdeklődjön.”

## Szereplők
| Szerep                        | Színész               | Magyar hang   | Magyar hang     |
| Szerep                        | Színész               | 1. szinkron   | 2. szinkron     |
| ----------------------------- | --------------------- | ------------- | --------------- |
| Odüsszeusz                    | Armand Assante        | Kőszegi Ákos  | Dörner György   |
| Pénelopé                      | Greta Scacchi         | Tóth Enikő    | Tóth Enikő      |
| Athéné                        | Isabella Rossellini   |               | Götz Anna       |
| Antikleia                     | Irene Papas           |               | Tímár Éva       |
| Kalüpszó                      | Vanessa Williams      | Gubás Gabi    | Kováts Adél     |
| Kirké                         | Bernadette Peters     | Vándor Éva    | Vándor Éva      |
| Eurümakhosz                   | Eric Roberts          | Csankó Zoltán | Csankó Zoltán   |
| Alkinoosz, a phaiákok királya | Jeroen Krabbé         |               | Dengyel Iván    |
| Eurükleia (dajka)             | Geraldine Chaplin     |               | Bodnár Erika    |
| Teiresziasz                   | Christopher Lee       |               | Kristóf Tibor   |
| Meneláosz                     | Nicholas Clay         |               | Kőszegi Ákos    |
| Télemakhosz                   | Alan Stenson          |               | Markovics Tamás |
| Perimidész                    | Adoni Anastassopoulos |               | Bozsó Péter     |
| Melanthé                      | Paloma Baeza          |               | Németh Borbála  |
| Eurübátesz                    | Ron Cook              |               | Ujréti László   |
| Küklópsz                      | Reid Asato            | Csurka László | Csurka László   |

## A sorozat készítése
A sorozatban a korabeli modern, már számítógépes filmtechnikák ötvöződnek a sok áldozattal járó eredeti forgatási anyaggal. Az istenek, nimfák, kentaurok, szirének mint említett és álomképnek tűnő személyek jelennek meg.
Az eredeti műben Devecseri Gábor magyar író, költő, műfordító jegyzetei szerint a szereplők sokkal többen vannak az istenekkel és a legendás hősökkel együtt, mint amit a film meg tudott jeleníteni. Fontos a film hangulatának élvezetéhez a görög monda szereplői nevének ismerete, mert különös hangulatot idéz fel.

## Fontosabb díjak és jelölések
| Díj                | Kategória                                            | Jelölt                | Eredmény | Ref.  |
| ------------------ | ---------------------------------------------------- | --------------------- | -------- | ----- |
| Golden Globe-díj   | legjobb férfi főszereplő (minisorozat vagy tévéfilm) | Armand Assante        | Jelölve  | [ 5 ] |
| Golden Globe-díj   | legjobb minisorozat vagy tévéfilm                    | -                     | Jelölve  | [ 5 ] |
| Primetime Emmy-díj | legjobb minisorozat                                  | -                     | Jelölve  | [ 6 ] |
| Primetime Emmy-díj | legjobb rendező (minisorozat vagy különkiadás)       | Andrej Koncsalovszkij | Elnyerte | [ 6 ] |
| Primetime Emmy-díj | legjobb vizuális effektusok                          | Mike McGee            | Elnyerte | [ 6 ] |